# 10 Pułk Saperów
10 Pułk Saperów (10 psap) – oddział saperów Wojska Polskiego II RP.

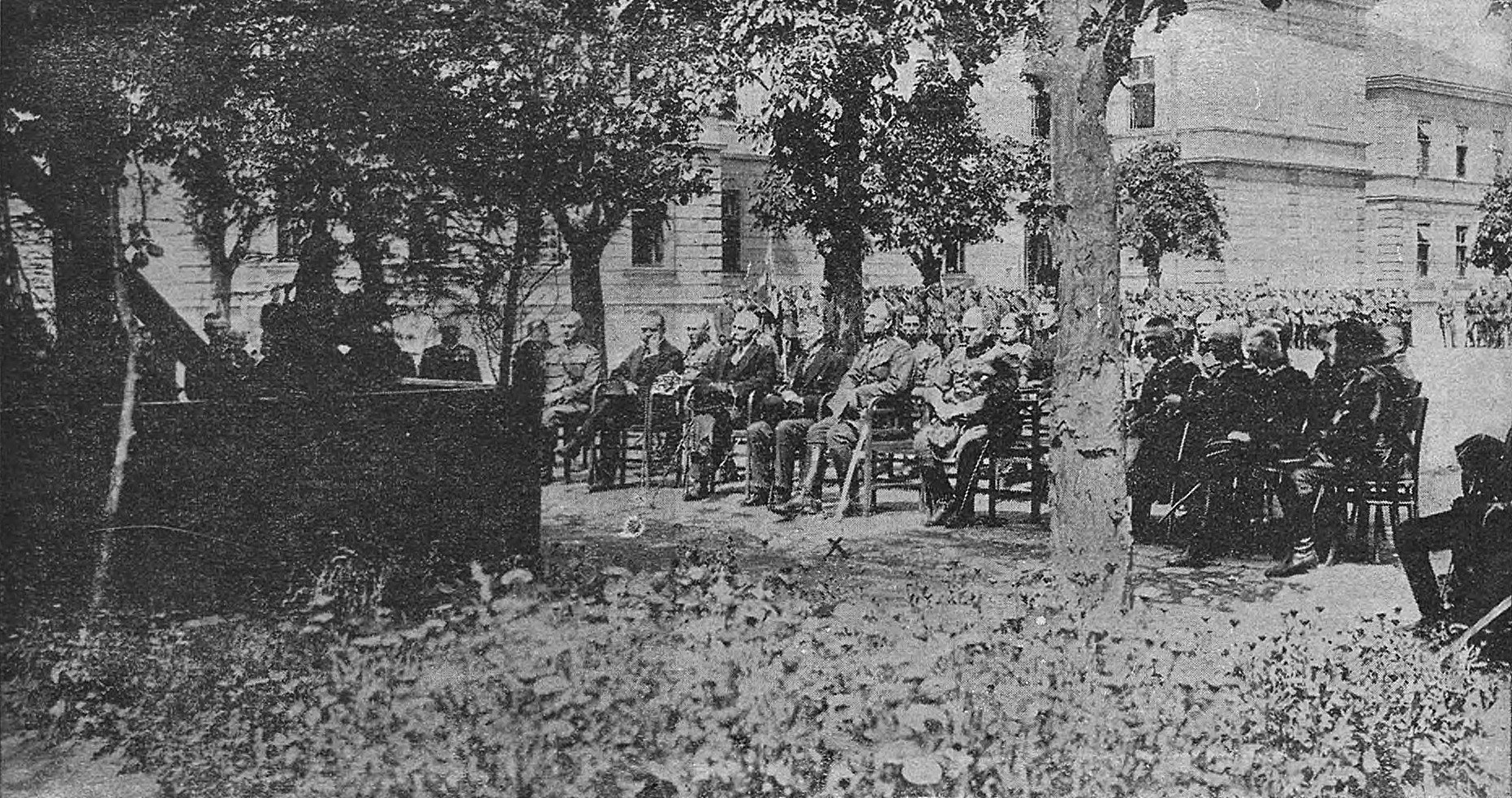
Święto jednostki 23 lipca 1923. Na zdjęciu płk Aleksander Zörner (x)

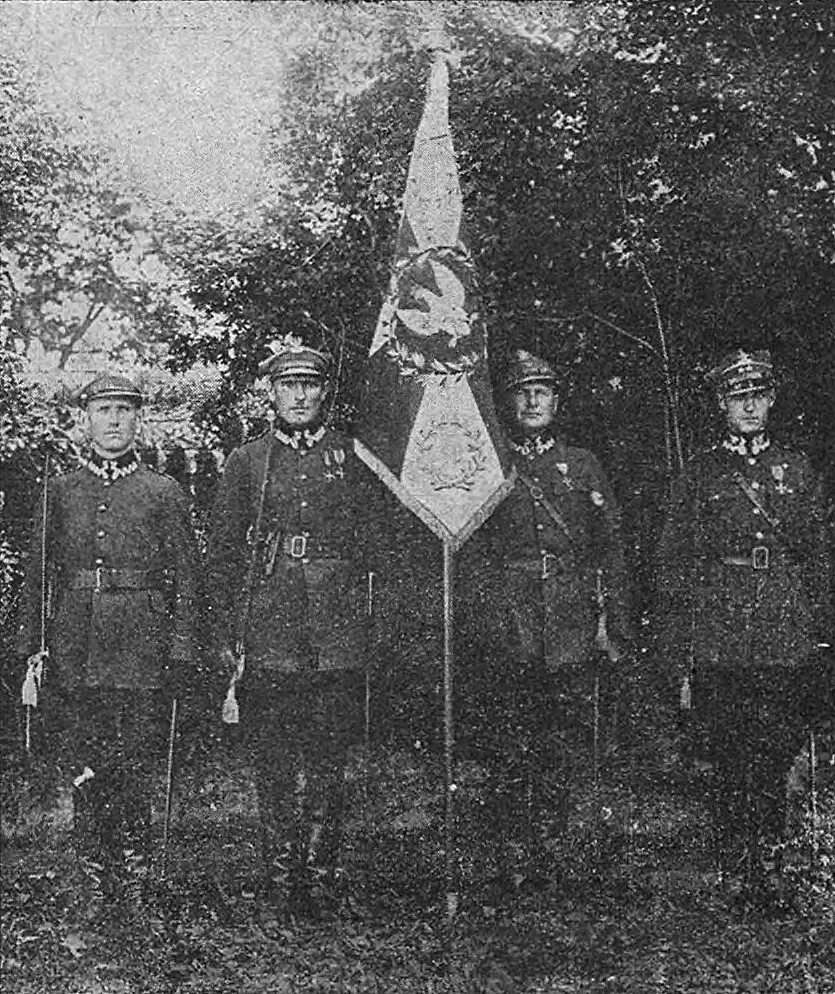
Żołnierze pułku ze sztandarem (1925)

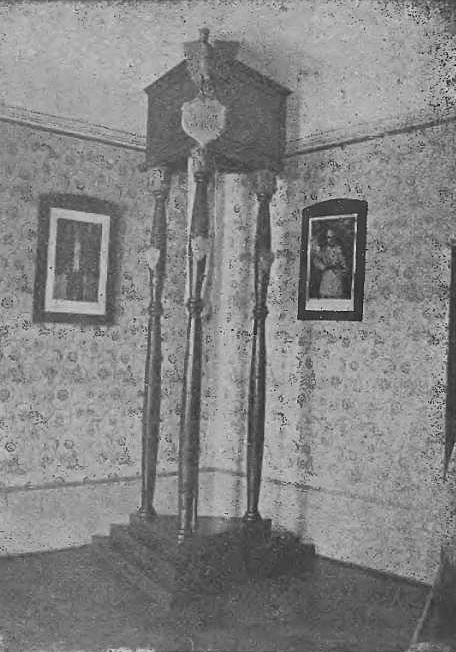
Gablota ze sztandarem 10 Pułku Saperów (przed 1933)

## Historia
Pułk został sformowany 22 sierpnia 1921 roku z połączenia „wojennych” 2 bsap mjr. Adolfa Juniewicza, 22 bsap kpt. Ignacego Gicali i 24 bsap por. Adolfa Szmidta. Jego pierwszym dowódcą został mjr Bronisław Karol Zrogowski. Stacjonował w Przemyślu.
W czerwcu 1922 roku z powodu niskiego stanu wody w rzece San w Przemyślu pułk rozebrał most pontonowy i w tym miejscu postawił w ciągu trzech dni prowizoryczny most stały.
Od 2 do 5 lipca 1925 roku pułk brał udział w akcji przeciwpowodziowej udzielając pomocy ludności małopolski wschodniej w naprawie i wzmocnieniu wałów ochronnych.
Przy pułku działał amatorski teatr pod kierownictwem por. Korneluka.
Na początku 1929 roku oddział został skadrowany i otrzymał nazwę „kadra 10 pułku saperów”. Z końcem stycznia 1929 roku w kadrze pozostało trzech oficerów, a pozostali zostali przeniesieni do innych oddziałów. 25 marca 1930 roku do kadry zostało przeniesionych 22 oficerów rezerwowych i 5 oficerów pospolitego ruszenia. Wiosną 1931 roku kadra została rozformowana. Oficerowie z dniem 1 kwietnia 1931 roku zostali przeniesieni na nowe stanowiska służbowe.

## Prace pokojowe
- W sierpniu 1921 r. tłumił pożar lasów w Rudniku nad Sanem, zagrażający magazynom i prochowni, współdziałał w walce z licznymi pożarami w Przemyślu i okolicznych wsiach.
- W 1921 roku pułk wysadzał przęsła zburzonego w czasie wojny mostu żelaznego na Sanie, zużywając 10 ton amunicji.
- W 1922 roku. podczas wyjątkowo silnych zatorów lodowych, zostały zerwane podczas ruszenia lodów na Sanie w Przemyślu wszystkie mosty. Pułk utrzymywał, gdy tylko kra częściowo spłynęła, komunikację między obu brzegami za pomocą mostu pontonowego i kładki, a później budował most drewniany na palach długości 70 metrów w ciągu trzech dni, przez wszystkie kompanie batalionu, pracujące na przemian.
- W 1922 roku pułk budował most na rzece Strwiąż w powiecie samborskim, dług. 80 metrów, most na Sanie w Radymnie długości 80 metrów i most na Dniestrze w Starym Samborze długości 180 metrów, oraz naprawiał szereg uszkodzonych mostów.
- W 1925 roku pułk pracował przy wysadzaniu zniszczonych konstrukcji mostu kolejowego w Worochcie.
- W 1927 roku brał udział przy budowie szosy Tuchołka – Smorz[8].

## Żołnierze 10 Pułku Saperów
Dowódcy pułku:
- płk inż. Ludwik Hickiewicz[8],
- mjr Bronisław Karol Zrogowski[9]
- ppłk sap. Stefan Dąbkowski (1922–1924)[10][11]
- ppłk Adolf Juniewicz[8],
- ppłk sap. Henryk Czyż (1928)

Zastępcy dowódcy pułku:
- mjr Bronisław Karol Zrogowski (1922–1923)
- ppłk inż. Jan Świszczowski (1924)
- ppłk Adolf Juniewicz – (1925)[12]
- mjr Edward Nejberg (X 1926[13])
- ppłk SG dr Marian Jan Steifer (IV 1928–1929)[14]

## Sztandar
W niedzielę 22 lipca 1923 o godz. 10.00 na Rynku w Przemyślu, Inspektor Armii, generał dywizji Lucjan Żeligowski wręczył pułkowi chorągiew. Mszę świętą odprawił i poświęcił chorągiew ksiądz biskup Karol Józef Fischer
Święto pułkowe obchodzono 23 lipca.